# اکسید رودیم (III)
اکسید رودیم(III) (به انگلیسی: Rhodium(III) oxide) با فرمول شیمیایی Rh۲O۳ یک ترکیب شیمیایی است. که جرم مولی آن 253.8092 g/mol می‌باشد. شکل ظاهری این ترکیب، پودر خاکستری تیره بی‌بو است.